# Institut de médecine tropicale de Tübingen
L'Institut de médecine tropicale, de médecine des voyages et de parasitologie humaine (Institut für Tropenmedizin, Reisemedizin, Humanparasitolgie (ITM), en allemand) est un centre de recherche spécialisé dans les maladies infectieuses, les maladies tropicales et les parasitoses humaines. Comptant près de 100 employés, on y retrouve une clinique ambulatoire de médecine tropicale et de médecine des voyages. Différents projets de recherche ainsi que des activités d'enseignement et de formation y sont opérés.

## Histoire
Déjà au 19e siècle, les maladies tropicales ont fait l'objet de travaux de recherche scientifique à Tübingen. Les pionniers en la matière sont, à cette époque, FG Gmelin (1782-1848), Wilhelm Ludwig Rapp (1774-1868) et Wilhelm Griesinger (1817-1868). Theodor Bilharz (première description en 1851 des schistosomiases en Égypte) et OEH Wucherer (première description en 1868 d'une microfilaire) ont également fait leurs études à l'université de Tübingen. Le 2 juillet 1917, Gottlieb Olpp est nommé professeur associé de médecine tropicale à l'université de Tübingen, créant ainsi le premier poste universitaire de ce type au sein de l'institution. L'Institut de médecine tropicale a été fondé, quant à lui en 1956. En 2006, il a été officiellement intégré au Centre hospitalier universitaire de Tübingen, sous la dénomination de " département de médecine interne VII - Institut de médecine tropicale, de médecine des voyages et de parasitologie humaine".

## Activités de recherche
Des études scientifiques sont menées sur des maladies infectieuses telles que le paludisme, la schistosomiase, la tuberculose, la filariose, ainsi que des études cliniques sur des médicaments et des vaccins. Les différents projets de recherche sont principalement axés sur la mise à l'essai de nouveaux médicaments et de vaccins antipaludiques, notamment à l'aide du modèle d'infection palustre humaine contrôlée, sur des volontaires en bonne santé ou des patients africains atteints de paludisme. Parmi les réalisations à mettre au crédit de l'institution, l'on dénombre la contribution au développement de médicaments antipaludiques comme l'atovaquone-proguanil, l'artésunate-amodiaquine, l'artésunate-pyronaridine, ainsi que différents vaccins contre le paludisme et Ebola  Selon le Laborjournal (de), une revue scientifique allemande qui, entre autres, classe les scientifiques d'après leurs citations, 11 scientifiques de l’Institut figurent parmi les 50 scientifiques les plus cités dans le domaine de la parasitologie dans les pays germanophones ; plus généralement, Peter G. Kremsner, le directeur actuel de l'institution, est le scientifique le plus cité dans ce domaine depuis deux décennies.

## Activités d'enseignement et de formation
L'Institut compte trois chaires de professorat détenues respectivement par Peter Kremsner (depuis 1996), Ayola Akim Adegnika (depuis 2016) et Benjamin Mordmüller (depuis 2017). Les profils visés par ces activités d’enseignement sont les étudiants en médecine et en biologie. Sur une base semestrielle, environ 25 cours différents, comprenant des conférences, des séminaires, des colloques, des stages et des cours magistraux de niveaux débutant, avancé, de troisième cycle et postdoctoral, sont proposés.

## Directeurs
- 1956-1966 : Ludolph Fischer (de)
- 1966-1979 : Hermann Knüttgen
- 1979–1990 : Wolfram Höfler
- 1990-2008 : Jürgen Knobloch (de)
- Depuis 2008 : Peter Gottfried Kremsner[8]

## Autre
L'Institut de médecine tropicale fait partie du Comprehensive Infectious Disease Center (CIDiC) du Centre hospitalier universitaire de Tübingen, et du Centre allemand de recherche sur les maladies infectieuses (DZIF). En 2007, l'institut a été désigné "Centre de compétence en médecine tropicale de l'état de Bade-Wurtemberg", sous la direction du Dr Carsten Köhler. L'Institut collabore avec de nombreux partenaires situés à l'hôpital Albert Schweitzer de Lambaréné (au Gabon), à Brazzaville (la Fondation congolaise pour la recherche médicale), à Hanoi (Vietnam), à Cotonou (Bénin) et à Sokodé (Togo).